# Georg Thylstrup
Georg Thylstrup (31. juli 1884 i Roskilde – 21. februar 1930 i København) var en dansk sølvsmed, keramiker, og billedhugger. Han var fra 1911 knyttet til Den kongelige Porcelainsfabrik og har udstillet på Charlottenborg, Kunstnernes Efterårsudstilling, Kunstgewerbemuseum, og Metropolitan Museum, New York.
Han er begravet på Vestre Kirkegård.